# Erinnyis domingonis
Erinnyis domingonis är en fjärilsart som beskrevs av Butler 1875. Erinnyis domingonis ingår i släktet Erinnyis och familjen svärmare. Inga underarter finns listade i Catalogue of Life.